# ناتالي أشونوا
ناتالي أشونوا (بالإنجليزية: Natalie Achonwa)‏ مواليد 22 نوفمبر 1992 في تورونتو، هي لاعبة كرة سلة كندية. بدأت مسيرتها الاحترافية في سنة 2015. تم اختيارها من قبل فريق إنديانا فيفر خلال الدرافت. تلعب مع إنديانا فيفر في دوري الاتحاد الوطني لكرة السلة النسائية كلاعب وسط. وتحمل الرقم 11. يبلغ طولها 6 قدم 4 بوصة (1.9 م). مثلت منتخب بلادها. شاركت في دورة الألعاب الأولمبية الصيفية سنة 2012. حققت المركز الأول في بطولة أمم الأمريكتين لكرة السلة 2015 .

## سجل المنافسة
شاركت في المنافسات التالية:
- الألعاب الأولمبية الصيفية 2012
- الألعاب الأولمبية الصيفية 2016

## الميداليات
| الميدالية | المسابقة                             |
| --------- | ------------------------------------ |
| ذهبية     | بطولة أمم الأمريكتين لكرة السلة 2015 |
| فضية      | بطولة أمم الأمريكتين لكرة السلة 2013 |
| ذهبية     | دورة الألعاب الأمريكية 2015          |

## روابط خارجية
- ناتالي أشونوا على موقع الاتحاد الدولي لكرة السلة (الإنجليزية)
- ناتالي أشونوا على موقع الاتحاد الوطني لكرة السلة النسائية (الإنجليزية)
- ناتالي أشونوا على موقع كرة السلة الأوروبية.كوم (الإنجليزية)
- ناتالي أشونوا على موقع كلية كرة السلة في سبورتس رفرنس.كوم (الإنجليزية)
- ناتالي أشونوا على موقع بروبوليرز (الإنجليزية)
- ناتالي أشونوا على موقع سبورتس رفرنس (الإنجليزية)
- ناتالي أشونوا على موقع سبورتس رفرنس (الإنجليزية)
- ناتالي أشونوا على موقع اللجنة الأولمبية الدولية (الإنجليزية)
- ناتالي أشونوا على موقع أوليمبيديا (الإنجليزية)
- ناتالي أشونوا على موقع اللجنة الأولمبية الكندية (الإنجليزية)